# Huixing, Chongqing
Huixing (kinesiska: 回兴) är ett stadsdelsdistrikt i sydvästra Kina. Det ligger i stadsdistriktet Yubei i storstadsområdet Chongqing, omkring 14 kilometer norr om det centrala stadsdistriktet Yuzhong. Antalet invånare är 186 972. Befolkningen består av 94 884 kvinnor och 92 088 män. Barn under 15 år utgör 11,0 %, vuxna 15-64 år 83 %, och äldre över 65 år 5,0 %.